# 1915年全米選手権 (テニス)
1915年の全米選手権（1915ねんぜんべいせんしゅけん）に関する記事。

## 大会の流れ
- 1881年から1967年まで、全米選手権は各部門が個別の名称を持ち、大会会場も別々のテニスクラブで開かれた。これが他の3つのテニス4大大会と大きく異なる点である。
  - 男子シングルス　名称：全米シングルス選手権（U.S. National Singles Championship）／会場：ニューヨーク市クイーンズ区フォレストヒルズ、ウエストサイド・テニスクラブ　（会場移転、1915年-1920年）
  - 男子ダブルス　名称：全米ダブルス選手権（U.S. National Doubles Championship）／会場：ニューヨーク市クイーンズ区フォレストヒルズ、ウエストサイド・テニスクラブ　（会場移転、1915年・1916年の2年間のみ）
  - 女子シングルス　名称：全米女子シングルス選手権（U.S. Women's National Singles Championship）／会場：ペンシルベニア州、フィラデルフィア・クリケット・クラブ　（女子部門競技はすべてこの会場、1887年-1920年まで）
  - 女子ダブルス　名称：全米女子ダブルス選手権（U.S. Women's National Doubles Championship）／会場：フィラデルフィア・クリケット・クラブ　（1889年-1920年まで）
  - 混合ダブルス　名称：全米混合ダブルス選手権（U.S. Mixed Doubles Championship）／会場：フィラデルフィア・クリケット・クラブ　（1892年-1920年まで）
- 優勝決定方式としての「チャレンジ・ラウンド」（Challenge Round, 挑戦者決定戦）と「オールカマーズ・ファイナル」（All-Comers Final）が、男子シングルスでは1912年に廃止され、全選手が1回戦から戦う競技方式に改められた。女子シングルスでは旧方式が1918年まで実施された。（ウィキペディア日本語版の年度別記事でも「大会前年度優勝者」欄を取りやめる。）
  - 大会前年度優勝者を除く選手は「チャレンジ・ラウンド」に出場し、前年度優勝者への挑戦権を争う。前年度優勝者は、無条件で「オールカマーズ・ファイナル」に出場できる。チャレンジ・ラウンドの勝者と前年度優勝者による「オールカマーズ・ファイナル」で、当年度の選手権優勝者を決定した。
- 1914年夏に勃発した第1次世界大戦の影響で、他のテニス競技大会は開催中止となったが、全米選手権だけは戦時中も途切れることなく続行された。ただし、戦時中は多くの選手たちが軍務に就いたことから、通常の年に比べて出場選手数が少ない。
- 初期の全米選手権のように、外国人出場者が少なかった時期は、地元アメリカ人選手の国籍表示を省略する。

## 男子シングルス
準々決勝
- ビル・ジョンストン vs. クラレンス・グリフィン　6-2, 6-1, 6-8, 5-7, 6-1
- リチャード・ウィリアムズ vs. ウィリアム・ランド3世　8-6, 7-5, 6-1
- モーリス・マクローリン vs. フランシス・ハンター　6-2, 6-4, 6-0
- セオドア・ペル vs. アービング・ライト　6-3, 6-1, 6-1

準決勝
- ビル・ジョンストン vs. リチャード・ウィリアムズ　5-7, 6-4, 5-7, 6-2, 6-2
- モーリス・マクローリン vs. セオドア・ペル　6-2, 6-0, 7-5

決勝
- ビル・ジョンストン vs. モーリス・マクローリン　1-6, 6-0, 7-5, 10-8

## 女子シングルス

### 大会前年度優勝者
1914年度優勝者、メアリー・ブラウン　［大会不参加、一時的に全米選手権から撤退］

### チャレンジラウンド
準々決勝
- モーラ・ビュルステット vs. アン・W・シェイフ　10-8, 6-2
- マーサ・ガスリー vs. マリオン・ヴァンデルホーフ　7-5, 6-0
- エリザ・フォックス vs. アリス・カニンガム　6-2, 6-1
- ヘイゼル・ホッチキス・ワイトマン vs. エレオノラ・シアーズ　6-3, 5-7, 6-2

準決勝
- モーラ・ビュルステット vs. マーサ・ガスリー　3-6, 6-2, 6-2
- ヘイゼル・ホッチキス・ワイトマン vs. エリザ・フォックス　6-1, 6-4

決勝
- モーラ・ビュルステット vs. ヘイゼル・ホッチキス・ワイトマン　4-6, 6-2, 6-0　（ここで優勝決定。ビュルステットが本大会の優勝者になる）

## 決勝戦の結果
- 男子シングルス：ビル・ジョンストン vs. モーリス・マクローリン　1-6, 6-0, 7-5, 10-8
- 女子シングルス： モーラ・ビュルステット vs. ヘイゼル・ホッチキス・ワイトマン　4-6, 6-2, 6-0　［チャレンジラウンド決勝］
- 男子ダブルス：ビル・ジョンストン＆クラレンス・グリフィン vs. モーリス・マクローリン＆トーマス・バンディ　2-6, 6-3, 6-4, 3-6, 6-3
- 女子ダブルス：ヘイゼル・ホッチキス・ワイトマン＆エレオノラ・シアーズ vs. ヘレン・マクリーン＆ジョージ・チャップマン夫人　10-8, 6-2
- 混合ダブルス：ハリー・ジョンソン＆ヘイゼル・ホッチキス・ワイトマン vs. アービング・ライト＆ モーラ・ビュルステット　6-0, 6-1